# NGC 4905
NGC 4905 ist eine linsenförmige Galaxie vom Hubble-Typ SB0-a im Sternbild der Zentaur, die etwa 230 Millionen Lichtjahre von der Milchstraße entfernt ist.
Sie wurde am 30. März 1835 von John Herschel mit einem 18-Zoll-Spiegelteleskop entdeckt, der sie dabei mit „vF, R, 30 arcseconds, attached to a star; the following of two“ beschrieb. Bei dem genannten zweiten Objekt handelt es sich um NGC 4903.